# Porsche Cayman
Вперше назва Cayman введена в 2005 році компанією Porsche для позначення компактних купе, які випускались під її маркою.

## Перше покоління (Typ 987c) (2005–2013)

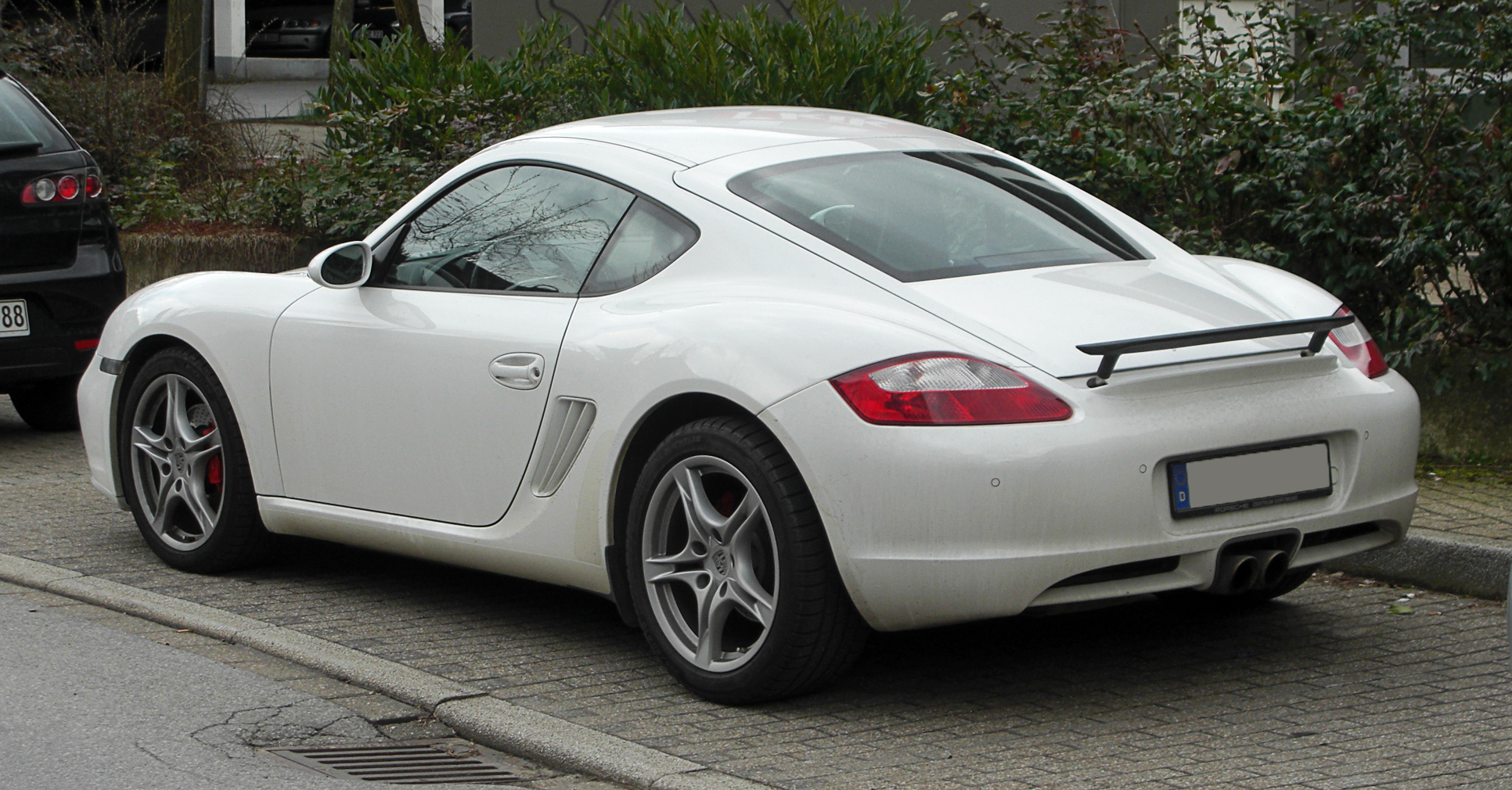
Porsche Cayman S (2005-2009)

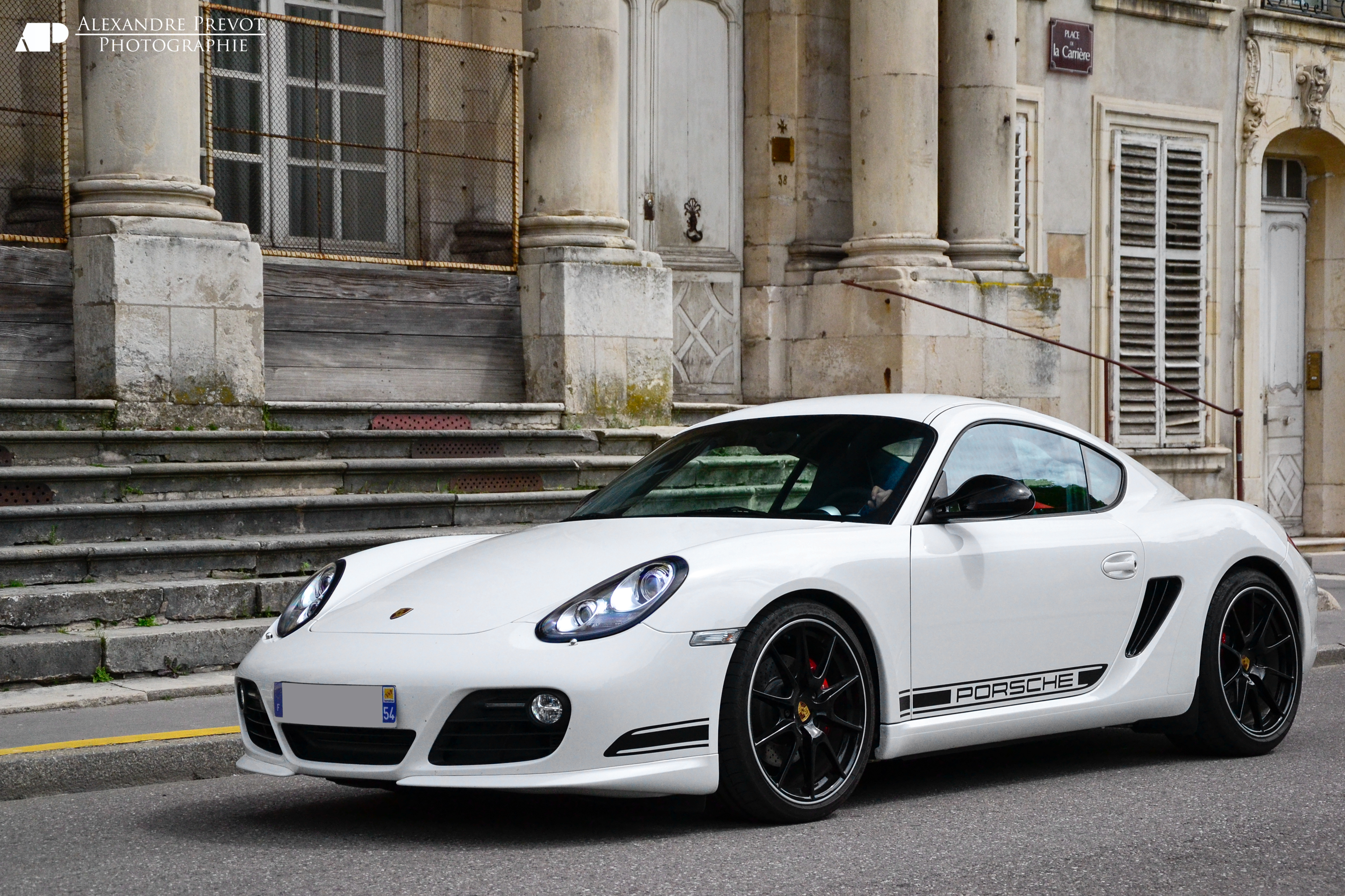
Porsche Cayman R (2009-2013)

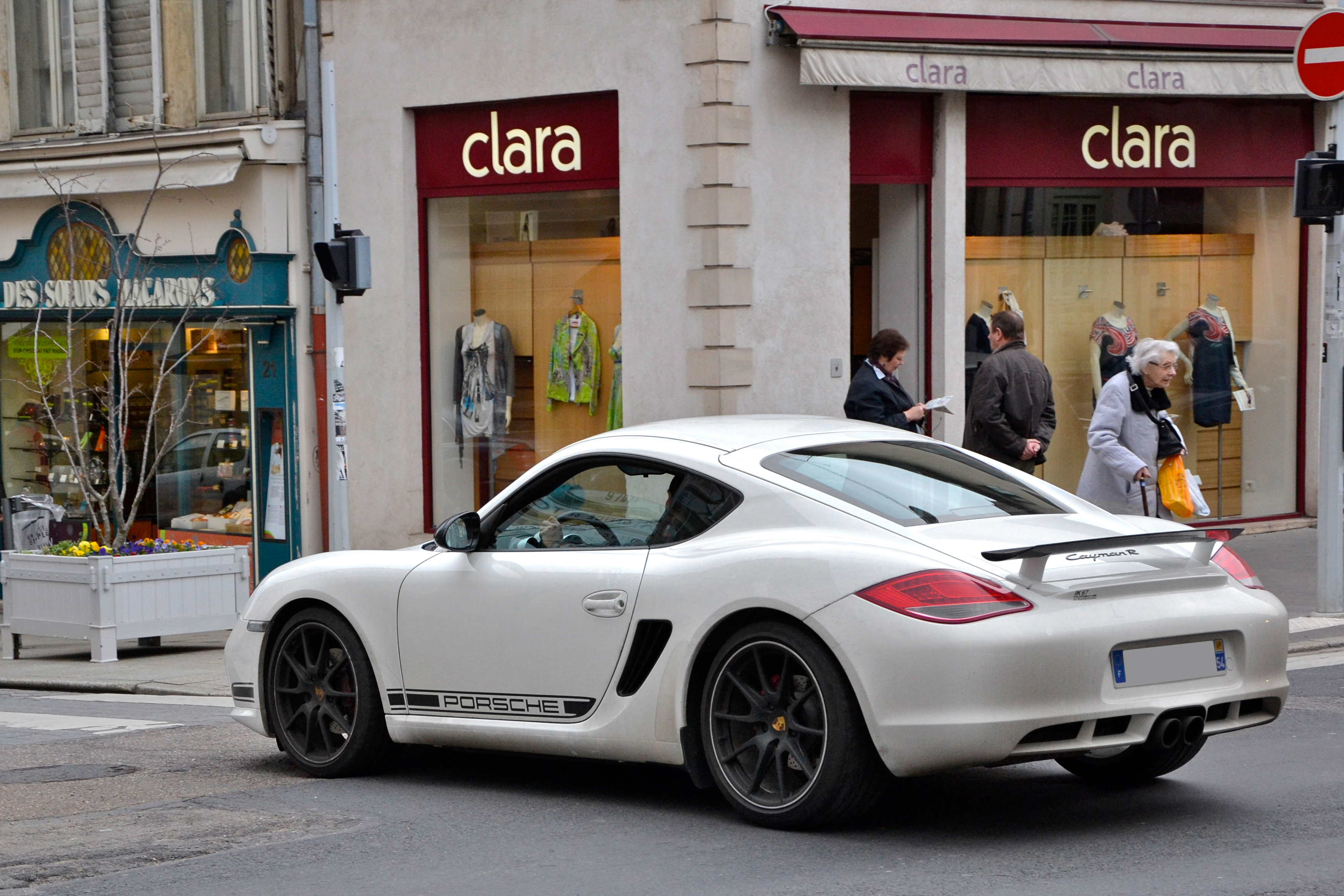
Porsche Cayman R (2009-2013)

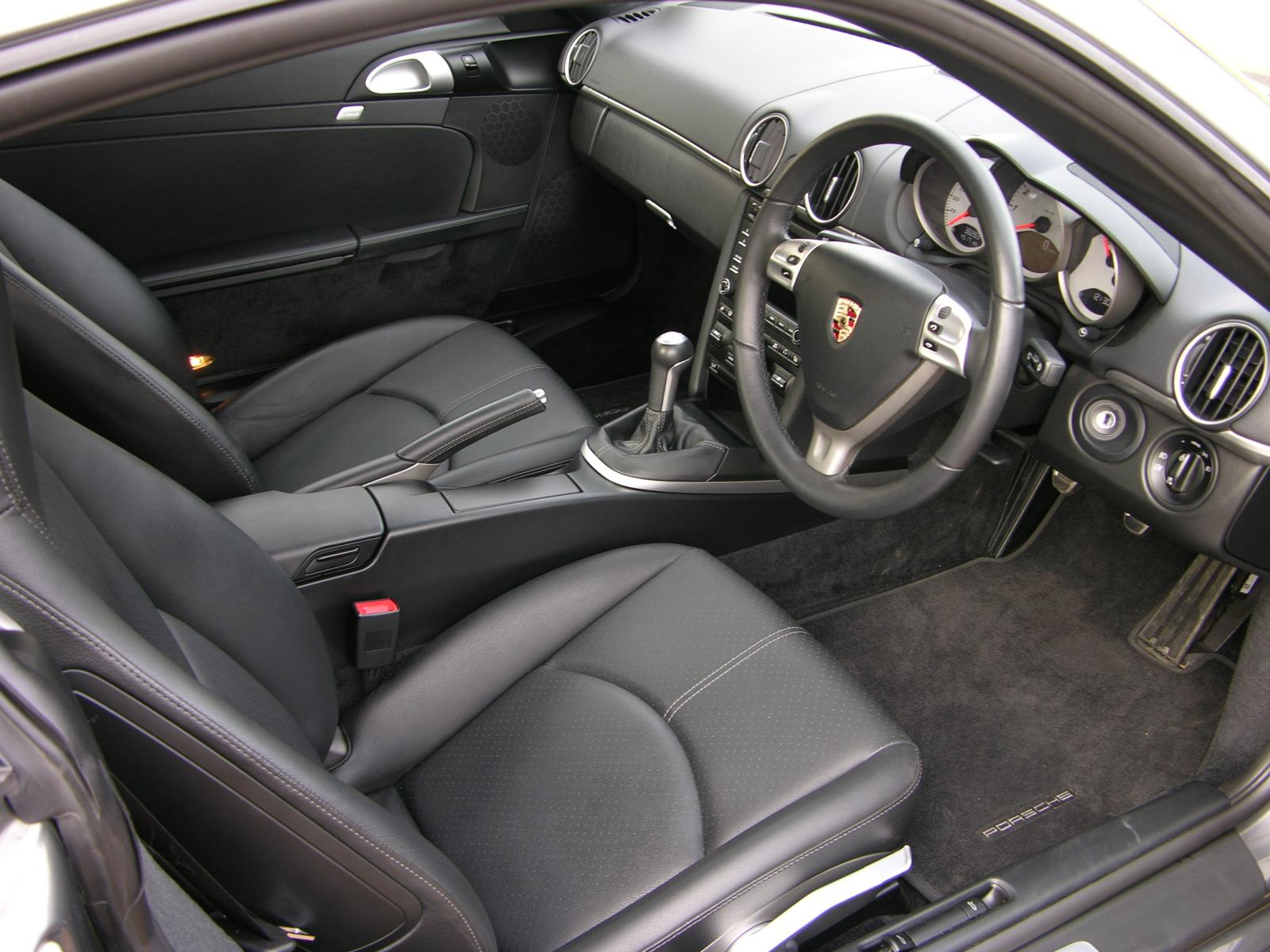

Перша прем'єра відбулася у версії Cayman S на Міжнародному автосалоні у Франкфурті (IAA) у вересні 2005 року. Запуск двомісних спортивних автомобілів був у Німеччині відбувся 26 листопада 2005 року. Внутрішнє заводське ім'я Porsche Cayman 987c.
Cayman в значній мірі виготовлявся з замовленням Porsche на Valmet Automotive в Фінляндії. Майже всі деталі машини (панелі кузова, салон, конструкція двигунів і шасі) схожі з машинами Porsche Boxster і Porsche Boxster S.
До кінці липня 2006 року був тільки Cayman S з 3,4-літровим шестициліндровим двигуном потужністю 295 к.с. З кінця липня 2006 року представлено базову версію з 2,7-літровим шестициліндровим двигуном потужністю 245 к.с. при 6500 оборотах на хвилину.
З початку 2007 року для Porsche Cayman пропонується обтічний пакет "Cayman Aerokit".
З лютого 2009 року, автомобіль оснащується двома новими двигунами: базовий Porsche Cayman об'єм 2.9 літра, потужність 265 к.с., крутний момент 300 Нм в діапазоні від 4400 до 6000 об/хв і Porsche Cayman S об'єм 3.4 літра, потужність 320 к.с., максимальний обертовий момент - 370 Нм при 4750 об/хв.
З 17 листопада 2010 року на додаток до моделей Cayman і Cayman S, пропонується найпотужніша версія Porsche Cayman R з двигуном об'єм 3.4 літра, потужність 330 к.с., максимальний крутний момент - 370 Нм при 4750 об/хв. 
Мотори всіх моделей шестициліндрові, оппозитні, розташовані в центрі (тобто за сидіннями, перед задніми колесами).

### Двигуни
- 2.7 L M96.25/M97.20 Н6 (2005–2008)
- 2.9 L M96.26/MA1.20 Н6 (2009–2012)
- 3.2 L M96.26 Н6 (2005–2006)
- 3.4 L M97.21/M97.22/MA1.21/MA1.22 Н6 (2007–2012)

## Друге покоління (Typ 981c) (з 2013)

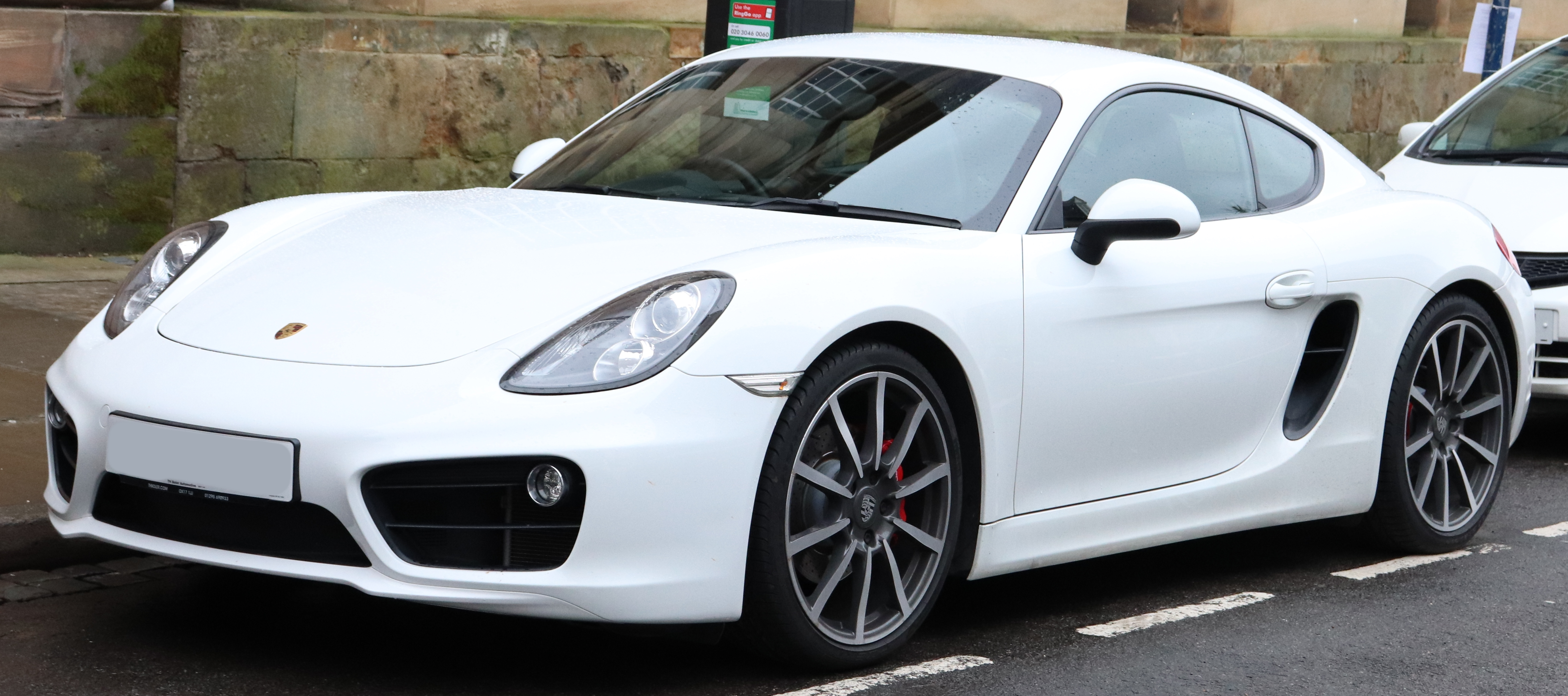
Porsche Cayman ІІ (з 2013)

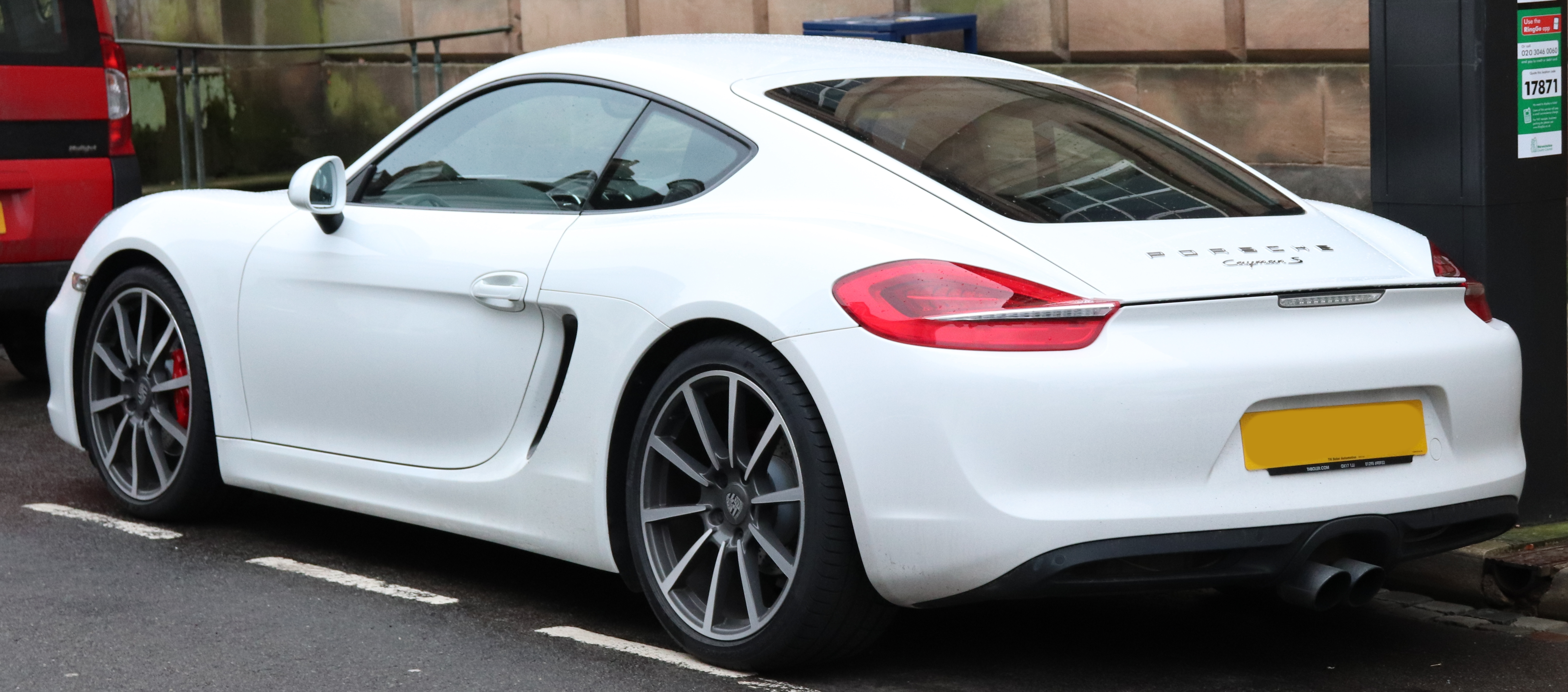
Porsche Cayman ІІ (з 2013)

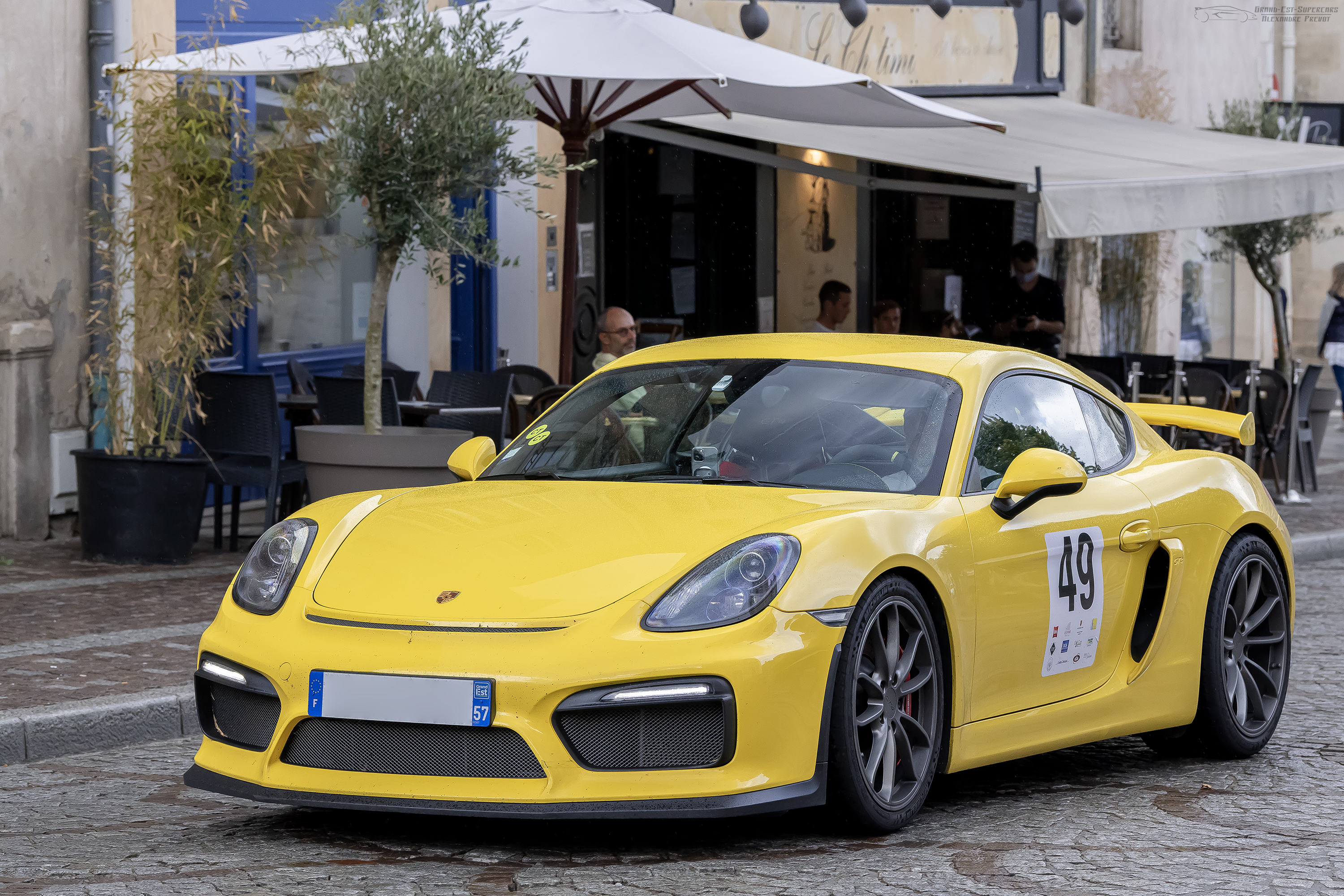
Porsche Cayman GT4

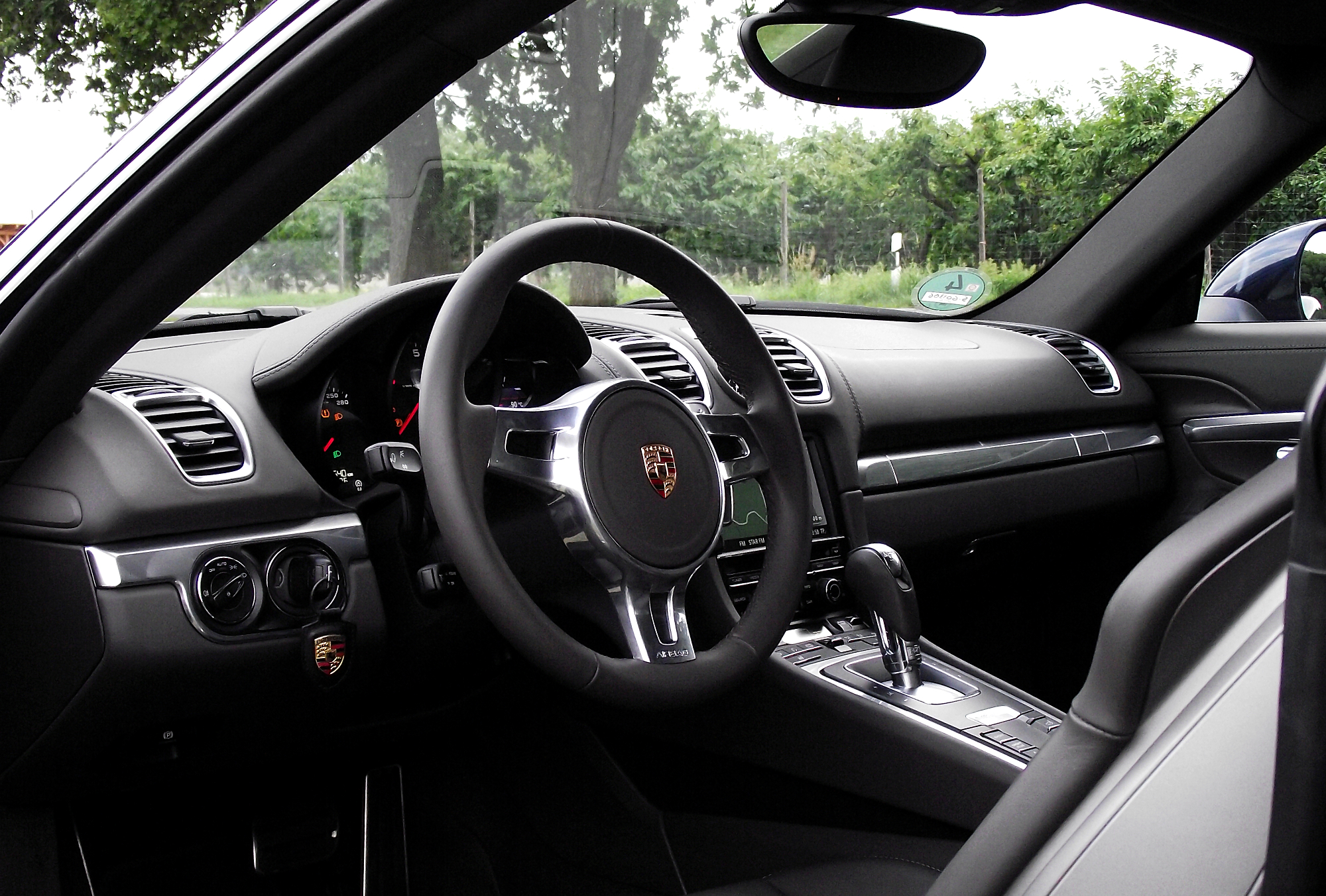

Друге покоління Porsche Cayman (Type 981c) на одній платформі Porsche Boxster (Type 981). Ця модель була представлена 29 листопада 2012 року на LA Auto Show. Автомобіль вийшов легшим, ніж його попередник і має на 10 к.с. (Cayman) або на 5 к.с. (Cayman S) більше потужності, ніж його попередник. Як і Boxster (Type 981) колісна база виросла. Зовнішні дзеркала заднього виду розташовані, як і на всіх моделях Porsche, зокрема Panamera (Type 970), не у віконному трикутнику, а на дверях. Заднє вікно було розширене.
До 2016 року, Porsche розкриває повний потенціал Cayman з презентацією версії GT4, яка поєднує в собі запозичений від Carrera S двигун, гальма та частини підвіски від GT3. Porsche Cayman2016 року відрізняється впевненим зовнішнім виглядом, який підкреслений більш загостреними лініями, розкосими фарами головного світла та рельєфними боковими гребенями. Кузов на 44 відсотки виконано із алюмінію, що робить даний автомобіль одним із найлегших автомобілів у цьому класі. Довга колісна база та широка відстань між колесами значно збільшують стабільність кузова високих швидкостях. Стосовно багажного простору - об’єм відділень для розміщення речей, від дверей багажника до бардачка, в загальному становить похвальні 424,7 л, якщо порівнювати з більшістю седанів середніх розмірів.

### Двигуни
- 2.7 L MA1.22 Н6
- 3.4 L MA1.23 Н6
- 3.8 L MA1.24 Н6

## Третє покоління (Typ 982c) (з 2016)

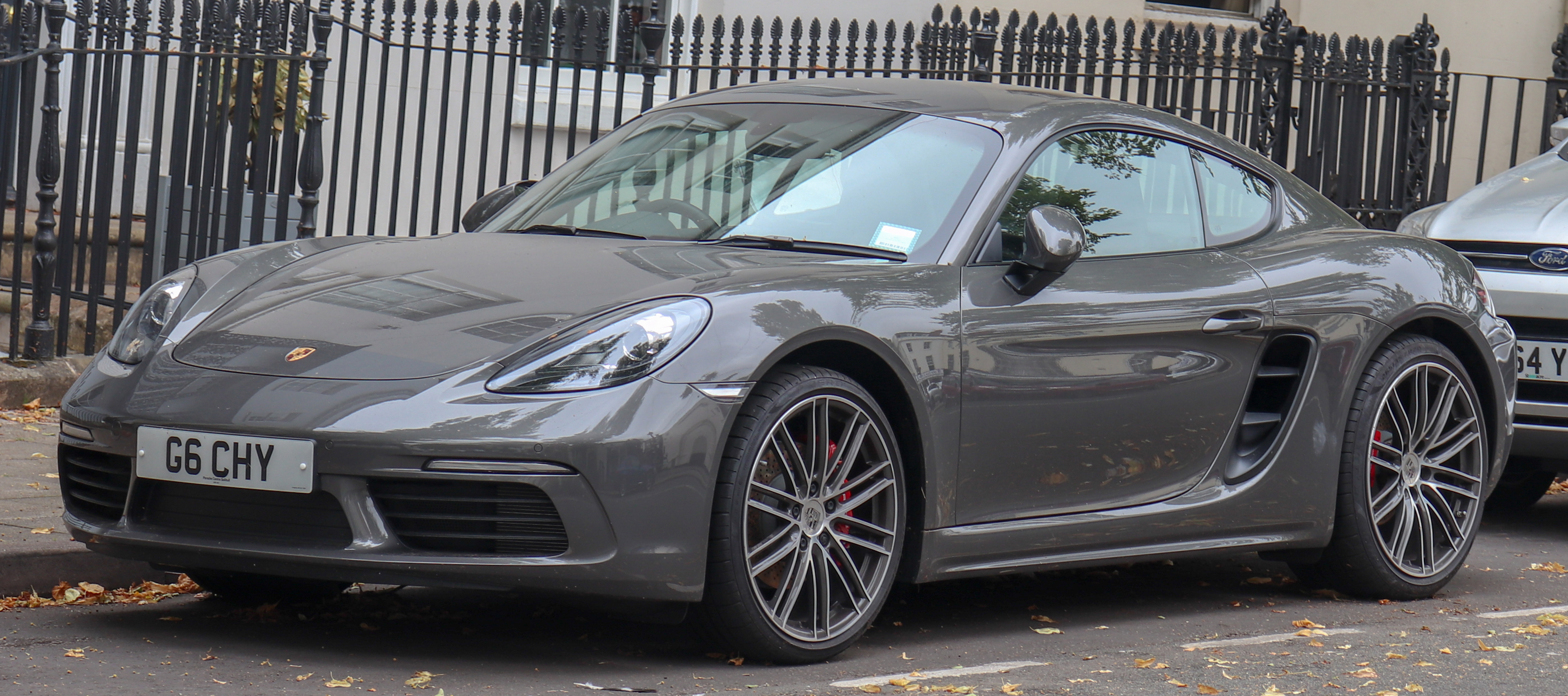
Porsche 718 Cayman S

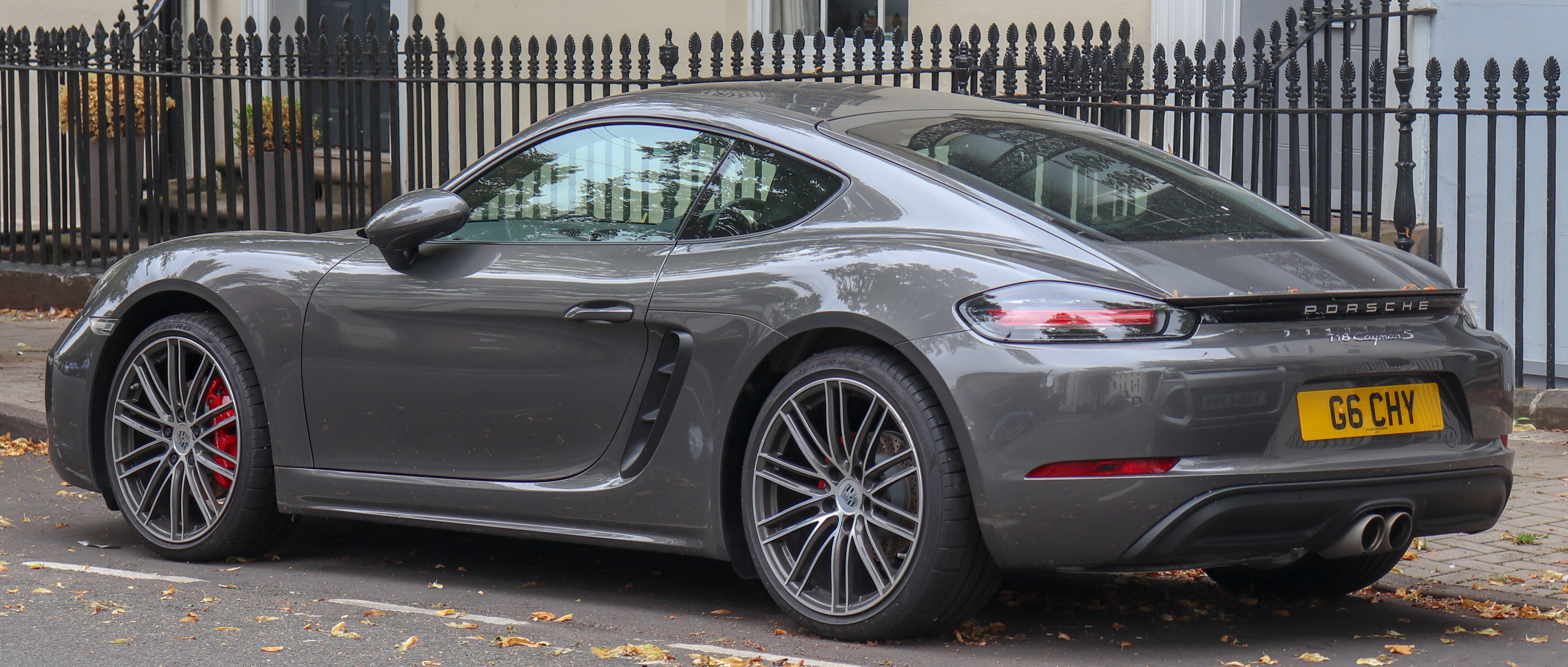
Porsche 718 Cayman S

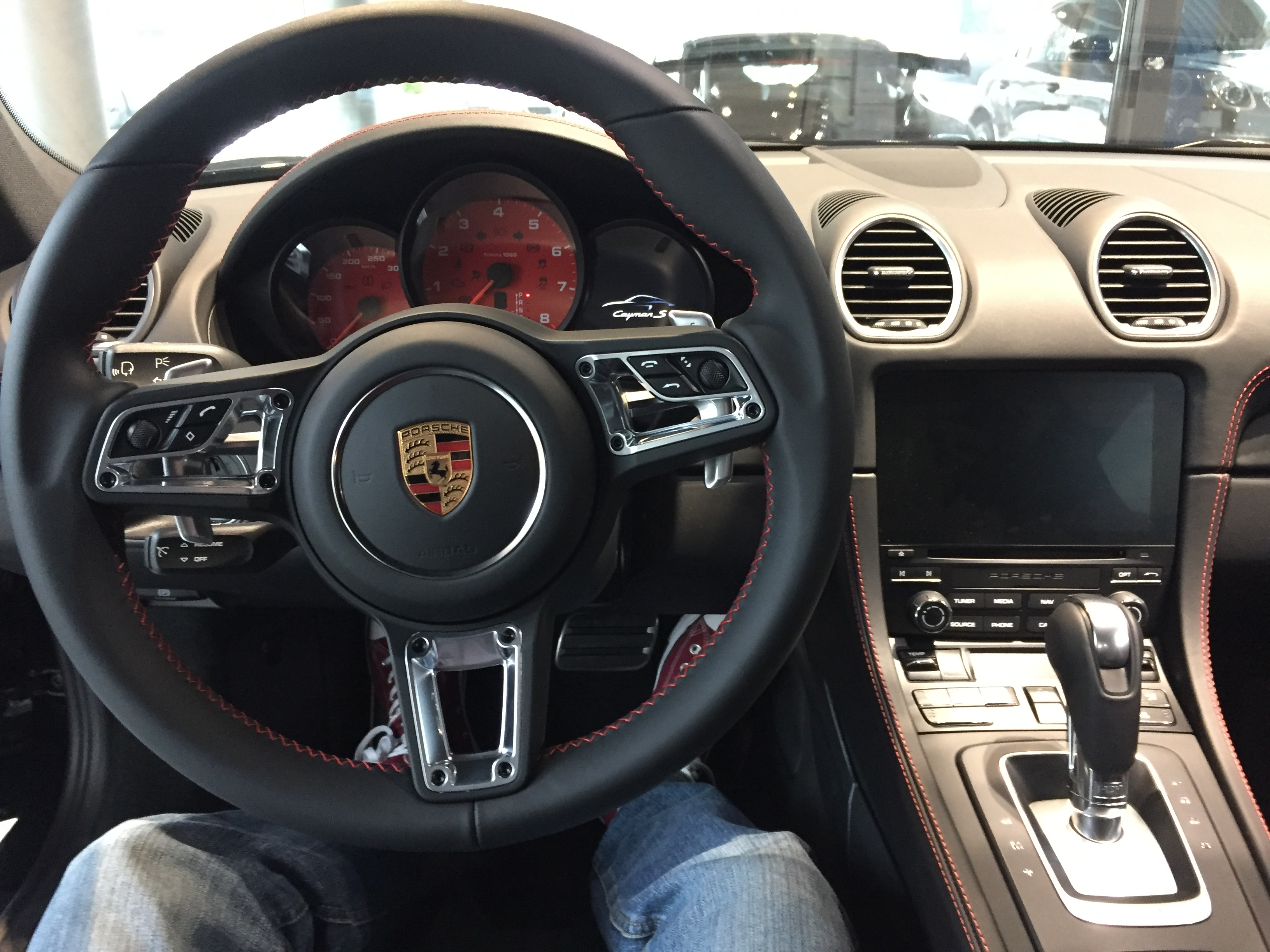

Porsche провів повний рейстайлінг Cayman у 2017 році. Через три роки, у 2020, модель було частково оновлено. Додано нову комплектацію Porsche Cayman Т з покращеною підвіскою. У версії GTS замінено турбовану четвірку шестициліндровим двигуном без наддуву.
З 2021 року комплектації Cayman GTS та GT4 доступні з фірмовою семишвидкісною автоматичною коробкою передач з подвійним зчепленням Porsche Doppelkupplung.  
У 2023 році Porsche зробив стандартним Apple CarPlay для комплектацій Cayman GT4 і GT4 RS.  

### Двигуни
- 2.0 L MA2.2 turbo Н4 250/300 к.с. 310/380 Нм
- 2.5 L MA2.22 turbo Н4 350/365 к.с. 420/430 Нм
- 4.0 L MDG naturally aspirated Н6 400/420/500 к.с. 420/430/450 Нм